# Helesfa
Helesfa is een plaats (község) en gemeente in het Hongaarse comitaat Baranya. Helesfa telt 568 inwoners (2001).